# Le Plessis-Gassot
Le Plessis-Gassot è un comune francese di 77 abitanti situato nel dipartimento della Val-d'Oise nella regione dell'Île-de-France.

## Società

### Evoluzione demografica
Abitanti censiti